# Lepus starcki
Lepus starcki (заєць Старка) — вид ссавців ряду зайцеподібні.

## Поширення
Країна проживання: Ефіопія (Ефіопське нагір'я). Живе на висотах від 2140 м до 4380 м. Займає пасовища і афро-альпійські болота.

## Поведінка
Ці тварини ведуть нічний спосіб життя, але (хоча й не часто) їх також можна побачити протягом дня. Виключно травоїдні, харчуючись травами, листям, бруньками та ін.

## Морфологічні ознаки
Голова і тулуб довжиною 44-54.4 см. Вага рідко перевищує 2 кг. Тіло тонке, з великою головою і довгими вухами. Шерсть жовто-вохрова на спині. Черевна сторона блідо-жовтого кольору.